# Лапония

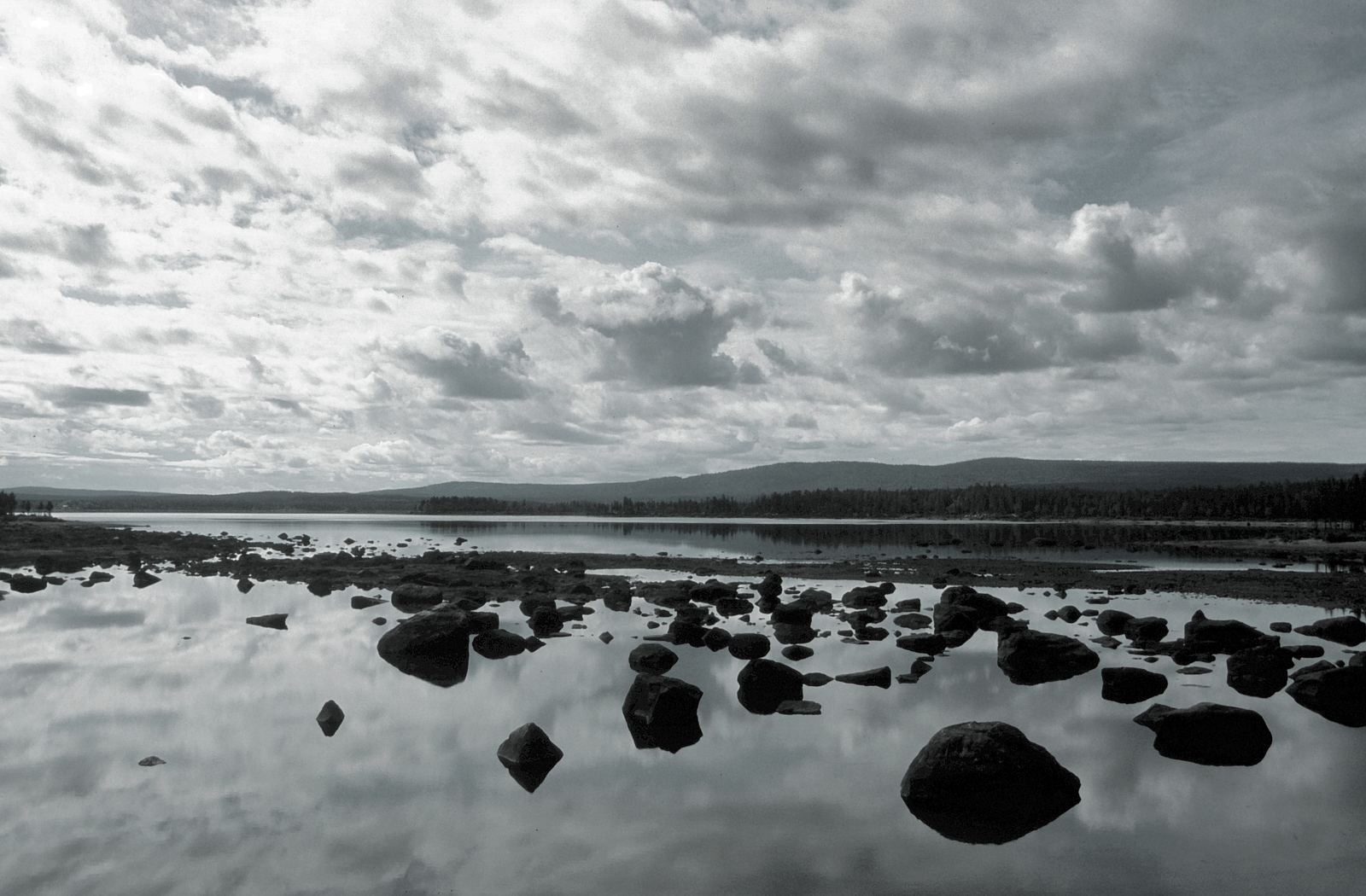
Лапония

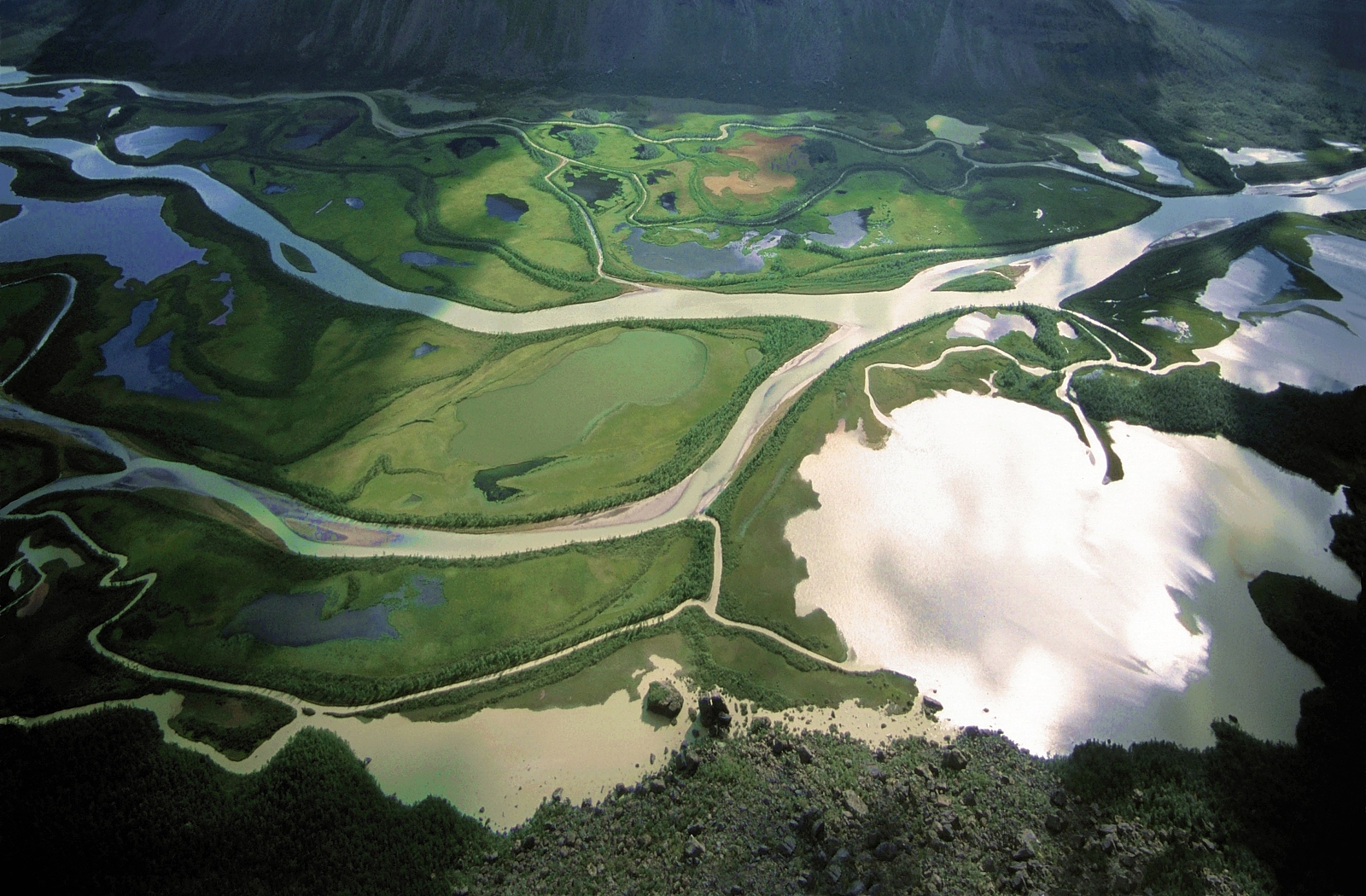
Национальный парк Сарек

Лапония (швед. Laponia), или Шведская Лапландия — территория в северной Швеции, в лене Норрботтен, населённая саамами, сохранившими традиционный кочевой образ жизни, основанный на оленеводстве. Район сочетает уникальную природу и объекты саамской культуры. Находится в списке всемирного наследия ЮНЕСКО с 1996 года.
На территории Лапонии находятся национальные парки Муддус, Сарек, Падьеланта и Стура-Шёфаллет, а также природные резерваты Сьяунья и Стубба.